# Eleições estaduais na Paraíba em 1978
As eleições estaduais na Paraíba em 1978 ocorreram em duas etapas conforme o Pacote de Abril: em 1º de setembro houve a via indireta e na ocasião a ARENA elegeu o governador Tarcísio Burity, o vice-governador Clóvis Cavalcanti e o senador Milton Cabral. A fase seguinte aconteceu em 15 de novembro a exemplo dos outros estados brasileiros e nela houve disparidades: o MDB elegeu o senador Humberto Lucena enquanto a ARENA conseguiu a maioria das cadeiras dentre os 11 deputados federais e 33 estaduais que foram eleitos e nela os paraibanos residentes no Distrito Federal escolheram seus representantes por força da Lei nº 6.091 de 15 de agosto de 1974.
Nascido em João Pessoa e formado pela Universidade Federal da Paraíba, o governador Tarcísio Burity foi advogado e promotor de justiça concluiu em 1964 o curso de Sociologia na Universidade de Poitiers e em 1967 tornou-se Doutor em Ciência Política junto ao Instituto Universitário de Altos Estudos Internacionais em Genebra. Ao retornar ao Brasil foi chefe de gabinete da reitoria na Universidade Federal da Paraíba e professor da instituição até ser nomeado secretário de Educação no governo Ivan Bichara quando filiou-se à ARENA. Antes que sua candidatura ao Palácio da Redenção fosse referendada com a vitória, Tarcísio Burity enfrentou uma disputa árdua com o dissidente Antônio Mariz e ao fim do processo tornou-se o primeiro governador paraibano sem histórico de vinculação com os três grandes partidos que dominaram a Quarta República Brasileira.
Para vice-governador foi eleito Clóvis Cavalcanti. Natural de Bananeiras, em 1935 ele recebeu a graduação em Medicina pela Universidade Federal de Pernambuco e foi alçado ao serviço público no governo de Argemiro de Figueiredo como chefe do posto de saúde em sua cidade natal e chefiou interinamente o Serviço de Endemias Rurais da Paraíba. Filiado à UDN nos estertores do Estado Novo, foi nomeado prefeito de Bananeiras ao final de 1945 e exerceu o cargo durante a interventoria de Severino Montenegro. Eleito deputado estadual em 1947, 1950, 1954, 1958 e 1962, foi presidente da Assembleia Legislativa antes de ingressar na ARENA, partido do qual foi presidente estadual sendo reeleito deputado estadual em 1966. Eleito vice-governador da Paraíba por via indireta na chapa de Ernani Sátiro em 1970, foi candidato a suplente de senador na chapa de Aluizio Campos, mas não foi eleito. Secretário de Saúde no governo Ivan Bichara, voltou ao posto de vice-governador e assumiria o poder após a renúncia de Tarcísio Burity para concorrer a deputado federal em 1982.
Com o surgimento do PDS os arenistas ingressaram no partido enquanto o PP e depois o PMDB recebeu a maior parte da oposição, entretanto os governistas venceram o pleito de 1982 com Wilson Braga.

## Resultado da eleição para governador
O Colégio Eleitoral da Paraíba era dominado pela ARENA e composto por 313 membros e assim homologou os candidatos previamente apontados em convenção partidária.
| Candidatos a governador do estado | Candidatos a vice-governador | Número | Coligação             | Votação | Percentual |
| --------------------------------- | ---------------------------- | ------ | --------------------- | ------- | ---------- |
| Tarcísio Burity ARENA             | Clóvis Cavalcanti ARENA      | -      | ARENA (sem coligação) | 306     | 97,76%     |
| Fontes:                           |                              |        |                       |         |            |

## Resultado da eleição para senador

### Mandato biônico de oito anos
A eleição para senador biônico permitiu a reeleição de Milton Cabral que fora eleito em 1970. O destino dos votos "divergentes" não foi informado.
| Candidatos a senador da República | Candidatos a suplente de senador | Número | Coligação             | Votação | Percentual |
| --------------------------------- | -------------------------------- | ------ | --------------------- | ------- | ---------- |
| Milton Cabral ARENA               | Maurício Leite ARENA             | -      | ARENA (sem coligação) | 306     | 97,76%     |
| Fontes:                           |                                  |        |                       |         |            |

### Mandato direto de oito anos
Conforme acervo do Tribunal Regional Eleitoral da Paraíba, cujos registros mencionam 48.332 votos em branco e 48.469 votos nulos.
| Candidatos a senador da República | Candidatos a suplente de senador      | Número | Coligação             | Votação | Percentual |
| --------------------------------- | ------------------------------------- | ------ | --------------------- | ------- | ---------- |
| Ivan Bichara ARENA                | Edísio Souto ARENA João Palhano ARENA | -      | ARENA (sem coligação) | 303.154 | 45,13%     |
| Humberto Lucena MDB               | -                                     | -      | MDB (em sublegenda)   | 269.795 | 40,16%     |
| Bosco Barreto MDB                 | -                                     | -      | MDB (em sublegenda)   | 50.032  | 7,45%      |
| Ary Ribeiro MDB                   | -                                     | -      | MDB (em sublegenda)   | 48.784  | 7,26%      |
| Fontes:                           |                                       |        |                       |         |            |

## Biografia dos senadores eleitos

### Milton Cabral
Reeleito senador por via indireta, Milton Cabral é formado em Engenharia Civil em 1947 na Universidade Mackenzie. Nascido em Umbuzeiro, viveu em Campina Grande onde foi diretor do Rotary Clube e sócio-fundador do Clube de Engenharia. Assumiu a presidência da Federação das Indústrias do Estado da Paraíba em 1950 e a vice-presidência da Confederação Nacional da Indústria em 1953. Na política foi eleito deputado federal pelo PTB em 1962 e ficou na suplência em 1966, entretanto a renúncia de Ernani Sátiro em 9 de maio de 1969 para assumir uma cadeira no Superior Tribunal Militar a convite do presidente Costa e Silva resultou na sua efetivação. Filho de Severino Cabral, foi eleito senador pela ARENA em 1970, mandato que renovou graças ao Colégio Eleitoral e ao qual renunciaria ao ser eleito governador da Paraíba pela Assembleia Legislativa no primeiro semestre de 1986. Em razão disso a cadeira de senador ora em aberto foi entregue a Maurício Leite.

### Humberto Lucena
No pleito com voto direto o MDB elegeu Humberto Lucena graças às sublegendas que uniram aos seus os votos aos do deputado estadual de Bosco Barreto e aos do vereador de Campina Grande, Ary Ribeiro e assim foi imposta uma derrota ao ex-governador Ivan Bichara. Quanto a Humberto Lucena ele é advogado pela Universidade Federal de Pernambuco em 1951. Filiado ao PSD e ao MDB após o Regime Militar de 1964, elegeu-se deputado estadual em 1950 e 1954 e deputado federal em 1958, 1962, 1966 e 1974. Nascido em João Pessoa, disputou sua primeira eleição para senador em 1970, mas foi derrotado.

## Deputados federais eleitos
São relacionados os candidatos eleitos com informações complementares da Câmara dos Deputados.

Representação eleita
  ARENA: 7
  MDB: 4

| Deputados federais eleitos | Partido | Votação | Percentual | Cidade onde nasceu | Unidade federativa  |
| Wilson Braga               | ARENA   | 84.168  |            | Conceição          | Paraíba             |
| Antônio Mariz              | ARENA   | 77.274  |            | João Pessoa        | Paraíba             |
| Marcondes Gadelha          | MDB     | 59.046  |            | Sousa              | Paraíba             |
| Joacil Pereira             | ARENA   | 50.164  |            | Caicó              | Rio Grande do Norte |
| Carneiro Arnaud            | MDB     | 42.556  |            | Pombal             | Paraíba             |
| Álvaro Gaudêncio           | ARENA   | 39.923  |            | São João do Cariri | Paraíba             |
| Ademar Pereira             | ARENA   | 35.521  |            | Pombal             | Paraíba             |
| Otacílio Queiroz           | MDB     | 34.891  |            | Patos              | Paraíba             |
| Antônio Gomes              | ARENA   | 32.885  |            | Umbuzeiro          | Paraíba             |
| Arnaldo Lafayette          | MDB     | 31.865  |            | Monteiro           | Paraíba             |
| Ernani Sátiro              | ARENA   | 28.959  |            | Patos              | Paraíba             |
| Fontes:                    |         |         |            |                    |                     |

## Deputados estaduais eleitos
Na disputa pelas 33 vagas da Assembleia Legislativa da Paraíba a ARENA conquistou vinte e duas vagas e o MDB onze.

Representação eleita
  ARENA: 22
  MDB: 11

| Deputados estaduais eleitos | Partido | Votação | Percentual | Cidade onde nasceu     | Unidade federativa |
| Afrânio Bezerra             | ARENA   | 28.689  | 4,52%      | João Pessoa            | Paraíba            |
| Edme Tavares                | ARENA   | 22.594  | 3,56%      | Cajazeiras             | Paraíba            |
| Evaldo Gonçalves            | ARENA   | 22.389  | 3,52%      | São João do Cariri     | Paraíba            |
| Assis Camelo                | ARENA   | 17.403  | 2,74%      | Bayeux                 | Paraíba            |
| Chico Pereira               | ARENA   | 14.443  | 2,27%      | Pombal                 | Paraíba            |
| Edivaldo Motta              | ARENA   | 14.267  | 2,25%      | Patos                  | Paraíba            |
| Inácio Morais               | ARENA   | 13.973  | 2,20%      | Santa Luzia            | Paraíba            |
| Eilzo Matos                 | ARENA   | 13.936  | 2,19%      | Sousa                  | Paraíba            |
| José Lacerda Neto           | ARENA   | 13.744  | 2,16%      | São José de Piranhas   | Paraíba            |
| José Soares Madruga         | ARENA   | 13.608  | 2,14%      | Itaporanga             | Paraíba            |
| Manoel Gaudêncio            | ARENA   | 13.303  | 2,09%      | Campina Grande         | Paraíba            |
| Aércio Pereira              | ARENA   | 13.031  | 2,05%      | Pombal                 | Paraíba            |
| Gilberto Sarmento           | ARENA   | 12.982  | 2,04%      | Cajazeiras             | Paraíba            |
| Fernando Milanez            | ARENA   | 12.818  | 2,02%      | João Pessoa            | Paraíba            |
| Egídio Madruga              | ARENA   | 12.622  | 1,99%      | Pedras de Fogo         | Paraíba            |
| José Alves de Lira          | MDB     | 12.449  | 1,96%      | Teixeira               | Paraíba            |
| Orlando Almeida             | MDB     | 12.400  | 1,95%      | Campina Grande         | Paraíba            |
| Álvaro Magliano             | MDB     | 12.203  | 1,92%      | Recife                 | Pernambuco         |
| Zé Gayoso                   | MDB     | 12.115  | 1,91%      | Patos                  | Paraíba            |
| Nilo Feitosa                | ARENA   | 12.110  | 1,91%      | Monteiro               | Paraíba            |
| Luiz Ferreira Barros        | ARENA   | 11.520  | 1,81%      | Cabedelo               | Paraíba            |
| Múcio Sátyro                | ARENA   | 11.410  | 1,80%      | Patos                  | Paraíba            |
| Juracy Palhano              | ARENA   | 11.141  | 1,75%      | Remígio                | Paraíba            |
| Américo Maia                | ARENA   | 11.135  | 1,75%      | Catolé do Rocha        | Paraíba            |
| Sócrates Pedro              | ARENA   | 10.961  | 1,73%      | Campina Grande         | Paraíba            |
| Antônio Quirino             | ARENA   | 11.817  | 1,35%      | Santa Helena           | Paraíba            |
| Waldir Bezerra              | MDB     | 10.556  | 1,66%      | Campina Grande         | Paraíba            |
| Lourival Caetano            | MDB     | 10.224  | 1,61%      | Mamanguape             | Paraíba            |
| Atêncio Wanderley           | MDB     | 9.836   | 1,55%      | São Bento              | Paraíba            |
| Paulo Gadelha               | MDB     | 9.530   | 1,50%      | Sousa                  | Paraíba            |
| Inácio Pedrosa              | MDB     | 9.375   | 1,48%      | Cruz do Espírito Santo | Paraíba            |
| José Fernandes de Lima      | MDB     | 9.205   | 1,45%      | Mamanguape             | Paraíba            |
| Adonis Salles               | MDB     | 9.155   | 1,44%      | Monteiro               | Paraíba            |
| Fontes:                     |         |         |            |                        |                    |